# París-Roubaix 1963
La París-Roubaix 1963 fou la 61a edició de la París-Roubaix. La cursa es disputà el 7 d'abril de 1963 i fou guanyada pel belga Emile Daems, que s'imposà a l'esprint en l'arribada a Roubaix en un grup format per 11 ciclistes. Segon fou el també belga Rik van Looy, vencedor de les dues darreres edicions, i tercer el neerlandès Jan Janssen.
78 ciclistes acabaren la cursa.

## Classificació final
|    | Ciclista           | Equip                    | Temps      |
| -- | ------------------ | ------------------------ | ---------- |
| 1  | Emile Daems        | Peugeot-BP               | 7h 03' 33" |
| 2  | Rik van Looy       | G.B.C.-Libertas          | m. t.      |
| 3  | Jan Janssen        | Pelforth-Sauvage-Lejeune | m. t.      |
| 4  | Marcel Janssens    | Solo-Terrot              | m. t.      |
| 5  | Armand Desmet      | Faema-Flandria           | m. t.      |
| 6  | Raymond Poulidor   | Mercier-BP-Hutchinson    | m. t.      |
| 7  | Peter Post         | Dr. Mann                 | m. t.      |
| 8  | Tom Simpson        | Peugeot-BP               | m. t.      |
| 9  | Arthur de Cabooter | Solo-Terrot              | m. t.      |
| 10 | Jozef Planckaert   | Faema-Flandria           | m. t.      |